# Michele Ruta
Michele Ruta (Caserta, 7 febbraio 1826 – Napoli, 24 gennaio 1896) è stato un pianista, compositore e critico musicale italiano.

## Biografia
Nel 1841 è stato ammesso al collegio di San Pietro a Majella sotto il Lanza. Da Francesco Ruggi e  Carlo Conti apprese il contrappunto e con Saverio Mercadante la composizione. Nel 1848 partì come volontario per i campi lombardi. In questi anni scrisse un inno patriottico e subito di seguito un altro (persino pubblicato a Milano da Ricordi). Avvenuta la catastrofe di Novara, Ruta tornò a comporre musica sacra e da camera ed opere teatrali. Fu anche critico musicale, dapprima per Il Corriere del Mattino, poi per la rivista La Musica da lui stesso fondata. È autore del volume Storia critica delle condizioni della musica in Italia e del conservatorio di S. Pietro a Maiella di Napoli,' nel quale auspica la fondazione di una “cattedra di Acustica applicata alla costruzione di strumenti musicali" 
Dalla moglie, la cantante inglese Emelina Sutton, ebbe otto figli. La primogenita, Gilda Ruta, fu a sua volta pianista e compositrice.
Morì a Napoli nel 1896.